# Shippensburg
Shippensburg est un borough situé dans les comtés de Cumberland et Franklin, en Pennsylvanie, aux États-Unis. Shippensburg comptait 5 492 habitants lors du recensement de 2010. La localité fait partie de l’agglomération de Harrisburg-Carlisle.

## Personnalité liée à la ville
- John Finley (1748-1837), premier explorateur du Kentucky, né à Shippensburg ;
- Le compositeur George Balch Nevin est né à Shippensburg en 1859.